# マゼラン艦隊の世界周航の年譜
マゼラン艦隊の世界周航（マゼランかんたいのせかいしゅうこう）とは、人類史上初めて地球を一周した航海のこと。
スペインによって組織された遠征隊が、1519年、ポルトガル人探検家フェルディナンド・マゼランの指揮の下、西回りでの東アジアへの航路の開拓を目指してセビリアを出発。アメリカ大陸を通過して太平洋を横断し、1522年、スペイン人航海士フアン・セバスティアン・エルカーノにより世界一周の航海が完成された。エルカーノ以下の18名の生還者が単一の航海による史上初の世界一周達成者である。

マゼラン艦隊の世界周航の航路. 出航時の5隻のうち、ビクトリア号が3年かけて世界一周を達成した

スペインの艦隊（通称「モルッカ艦隊」「アルマダ・デ・モルッカ」）は1519年9月20日、270人の船員を乗せてスペインを出発した。船長は、トリニダード号(es)が艦隊総司令官のマゼラン。サンアントニオ号はフアン・デ・カルタヘナ。コンセプシオン号はガスパル・デ・ケサダ。サンティアゴ号はジョアン・セラオン。ビクトリア号はルイス・メンドーサ。
艦隊はまず大西洋を横断し、南米で越冬。マゼラン海峡を通過後、太平洋を横断し、フィリピンに到達した。
1521年、マクタン島（フィリピン）でマゼランが死亡すると、フアン・セバスティアン・エルカーノがビクトリア号の船長として艦隊を指揮した。インド洋を横断して喜望峰を通過し、アフリカ西岸を北進。出港からほぼ3年後の1522年9月6日、エルカーノ指揮下、18人の船員を乗せたビクトリア号がスペインに帰還し、世界一周を達成した。
英語版の写真（地図）：マゼラン艦隊の航路。出発当初の5隻のうち、唯一残ったビクトリア号が出港から3年後に地球一周を達成した。

## 年表
- 1519年
  - 8月10日: セビリアを出発。
  - 9月20日: サンルーカル・デ・バラメーダを出港。
  - 9月26日 - 10月3日: 補給のためカナリア諸島に停泊[4]。
  - 11月29日: サント・アゴスティーニョ岬（現ブラジル）付近に到達[5]
  - 12月13日: リオデジャネイロ湾に入航。
  - 12月27日: リオデジャネイロを出航[6]
- 1520年
  - 1月10日: ラプラタ川に進入。
  - 2月27日: Bahia de los Platosに進入。
  - 3月31日: プエルト・サン・フリアンで越冬を開始。
  - 4月1日・2日: ビクトリア号、コンセプシオン号、サンアントニオ号で反乱。ルイス・デ・メンドーサが死亡。後日、デ・ケサーダを処刑。デ・カルタヘナを陸地に放置。後任の船長に、サンアントニオ号はアルバロ・デ・メスキータ、ビクトリア号はドゥアルテ・バルボーサが就任。
  - 4月末: 航路を探るためサンティアゴ号を偵察に派遣するが、嵐につかまり難破。生還者がプエルト・サン・フリアンへ帰還。セラーノ（ジョアン・セラオン）がコンセプシオン号の船長に。
  - 7月: 「パタゴニアの巨人」（テウェルチェ族と思われる）と遭遇。
  - 7月17日: サンティアゴ号が南方偵察のためプエルト・サン・フリアンを出航[7]。
  - 8月5日: サンティアゴ号がサンタクルス川を発見し、投錨[8]。
  - 8月10日ごろ: サンティアゴ号がサンタクルス川の河口からの脱出を試みるが、嵐で難破。犠牲者一人を除き、その他全員助かる。数名が徒歩でプエルト・サン・フリアンへ帰着[9]。
  - 8月23日ないし24日: 艦隊がプエルト・サン・フリアンを出航。サンタクルス川を目指す[10][11]。
  - 10月18日: 艦隊がサンタクルス川を出発[12]。
  - 10月21日: ビルへネス岬（「1万1千人の処女」岬）に到達。未知の海峡（現在のマゼラン海峡）へ進入。
  - 10月末: サンアントニオ号がMagdalen Soundの探索に出て艦隊に戻れなくなり、エステバン・ゴメスの独断でスペインへの帰路に就く。ゴメスは船長デ・メスキータを幽閉。その後、サンアントニオ号は1521年5月21日、スペインへ帰還。
  - 11月28日: 艦隊はマゼラン海峡を抜け、太平洋へ出る[13]。
- 1521年
  - 1月24日/25日 - 28日: 長い航海の後、無人島に接近。マゼランはサンパブロと名付ける（プカプカ環礁と思われる）。数日の停泊後、出航[14][15]。
  - 3月6日: グアムに到達。チャモロ族と遭遇。
  - 3月16日: マゼラン艦隊がフィリピン諸島に到達。スルアン島に向かい、休息のため数時間投錨。スルアン島は東サマル州の小島。続いてホモンホン島（同じく東サマル州）に移動して投錨。艦隊一行はディマサワにいたコランブ王（フマボン王）の船隊に見つかり、後にその招きで4月7日、セブ島へと案内された。
  - 3月31日: フィリピン初のミサをリマサワ島で挙行。
  - 4月7日: セブ王国に到着。
  - 4月27日: マクタン島の騒乱でマゼランが戦死。後任の共同指揮官にはセラーノとバルボーサが投票で選出。
  - 5月1日: セブ王の宴会でバルボーサほか、27人の船員が殺される（バルボーサとセラーノの共同指揮官選出と同時にビクトリア号の新船長に就いていたアフォンソ・デ・ゴイスも）。セラオン（セラーノ）が囚われ、後に殺される。残された3隻はすぐに出航。
  - 5月2日: 人員が減り、3隻の維持が困難になったため、害虫による損傷が進んだコンセプシオン号を焼却処分。ビクトリア号とトリニダード号のみとなる。ゴンサロ・ゴメス・デ・エスピノーサがビクトリア号の船長に就任。艦隊指揮官にはジョアン・ロペス・カルヴァーリョが就任。ミンダナオ島、ブルネイを目指す。
  - 9月21日: 艦隊指揮官をカルヴァーリョからエスピノーサに交代。フアン・セバスティアン・エルカーノがビクトリア号の船長に就任。
  - 11月8日: モルッカ諸島のティドーレ島に到達。
  - 12月21日: エルカーノ指揮下のビクトリア号がモルッカ諸島を出航し、スペインへの帰還を目指して出発。喜望峰を目指して西走を開始。トリニダード号は修理のためティドーレ島に残る。
- 1522年
  - 1月25日: ビクトリア号がティモール島に到達し、インド洋に出る。インド洋横断を開始。
  - 4月6日: トリニダード号がエスピノーサの指揮の下でモルッカ諸島を出航し、スペインへの帰還を目指して東へ航海を開始。5週間後、エスピノーサはモルッカ諸島へ引き返すことを決めるが、モルッカ諸島に着くと、アントニオ・デ・ブリト率いるポルトガル艦隊により船ごと拿捕される。トリニダード号は嵐で難破。
  - 5月22日: ビクトリア号が喜望峰を通過し、大西洋に出る。
  - 7月9日: ビクトリア号がカーポヴェルデのサンティアゴ島に到達。
  - 9月6日: エルカーノ指揮下のビクトリア号がサンルーカル・デ・バラメーダ港に到着。同港を出港した1519年9月20日からあと2週間で3年目となる長大な航海の末の帰還だった。
  - 9月8日: ビクトリア号の船員がセビリアに到着し、世界周航を完遂。